# Kleber Koike Erbst
Kleber Koike Erbst (nascido em 16 de outubro de 1989; japonês :クレベル・コイケ・エルベスト) é um lutador de artes marciais mistas japonês que compete na divisão peso pena da Rizin Fighting Federation, onde é o atual campeão peso pena do Rizin. Ele também competiu no Konfrontacja Sztuk Walki (KSW), onde é o ex -Campeão Peso Pena do KSW.

## Biografia
Nascido em São Paulo, Brasil, filho de pai brasileiro descendente de alemães e japoneses e mãe japonesa, Kleber morou no Brasil na adolescência, até que problemas financeiros levaram seus pais a se mudarem para o Japão. Erbst inicialmente ficou no Brasil com parentes, mas aos 14 anos se juntou a eles no Japão. Inicialmente com a intenção de ajudar seus pais e voltar para o Brasil, mas assim que conheceu o jiu-jitsu, decidiu ficar no Japão. Quando a crise financeira atingiu o Japão, seus pais decidiram voltar para o Brasil, deixando para trás um Erbst de 18 anos que queria ficar. Para financiar sua carreira de lutador, Erbst fez trabalhos autônomos como construção, coleta de lixo, etc., para pagar as taxas de inscrição.